# Bergtjärnen (Ramsele socken, Ångermanland, 704956-153991)
Bergtjärnen är en sjö i Sollefteå kommun i Ångermanland och ingår i Ångermanälvens huvudavrinningsområde.